# 直播主
直播主，又稱主播、播主、直播主，是指随着网络直播与视频弹幕的兴起，在互联网上公开直播的人。网络直播与传统上传录影视频给观众看的方式，最大的差异在于观众可以通过留言和直播主即时互动，直播主可根据观众反馈及时调整节目内容或取悦观众。

## 概況
直播主有两大来源，其一是由政府机构或公司担任，如政府的手机软件的发言人，借播报的机会加以磨练口条以在日后成为人气直播主。另外的是新媒体网络直播平台的直播主，他们的网路直播内容一般可以分为聊天、唱歌、舞蹈、美食、电商、电竞、动漫、美妆、色情等类型，这些直播主透过观众数位转帐的打赏与直播平台分成而获利。
網路直播现今还是最常应用于转播遊戲内容，因此「實況主」一詞在一般語境下常特指遊戲實況主，遊戲實況主常透过如Twitch等的直播平台转播游戏过程、生活琐事及商业活动，并与观众即时互动。
也有不少直播主转为素人派小众明星，采用直播软件来展现各种才艺或是其他表演。初期使用者可从移动装置（如：智能手机、平板电脑）直接进行直播，后期亦能于电脑上进行直播。此时亚洲地区开始流行各种直播软件，中国大陆的斗鱼直播、虎牙直播等平台迅速崛起，自2015年末起社群网站脸书也开放在线直播功能。移动装置普及率很高，使用手机录影与直播的方式逐渐演变成网络红人们表演风潮的聚集地，许多艺人与网络素人开始利用这类平台直接与观众产生互动，直播主間也會互相合作。

## 中国概況
2022年6月22日，中華人民共和國国家广播电视总局、文化和旅游部共同联合发布《网络主播行为规范》，要求禁止直播主鼓励用户大额打赏。7月，上海市市场监管局制定发布《上海市网络直播营销活动合规指引》，表示要建立主播黑名单制度。
截至2023年12月，中国职业网络主播数量达1508万人。6成主播是18到29岁年轻人，其中95.2%的人月收入不到5,000。